# Pselliopus zebra
Pselliopus zebra är en insektsart som först beskrevs av Carl Stål 1862.  Pselliopus zebra ingår i släktet Pselliopus och familjen rovskinnbaggar. Inga underarter finns listade i Catalogue of Life.